# Franky Kubrick
Franky Kubrick, właśc. Frank Werker (ur. 17 listopada 1980 w Bestwigu) – niemiecki raper nagrywający w wytwórni Optik Records.

## Dyskografia
EP:
- 2001: Psychisch Frank

Albumy:
- 2004: Rücken zur Wand
- 2008: Dramaking-Tagebuch eines Träumers

Mixtape’y:
- 2006: Mein Moneyfest
- 2008: Chronisch Frank
- 2008: Chronisch Frank vol. 2
- 2009: Wir sind die Besten

Single:
- 2001: Psychisch Frank/Staatsfeind nr. 1
- 2003: Rücken zur Wand
- 2004: Hypnotisiert
- 2004: Rücken zur Wand Reissue
- 2006: Get right feat. Mobb Deep & Dre Robinson